# Biblia de Wiedmann
La Biblia de Wiedmann representa al completo el Antiguo y Nuevo Testamento en imágenes. El original lo componen en total 19 libros en formato de leporello con 3.333 ilustraciones pintadas a mano y tiene una extensión total de 1,17km. Fue pintada por el artista de Stuttgart  Willy Wiedmann durante 16 años (1984-2000). Wiedmann pintó la Biblia en el estilo de su pintura Policónica, la cual desarrolló a mediados de los años 60. 

## La historia

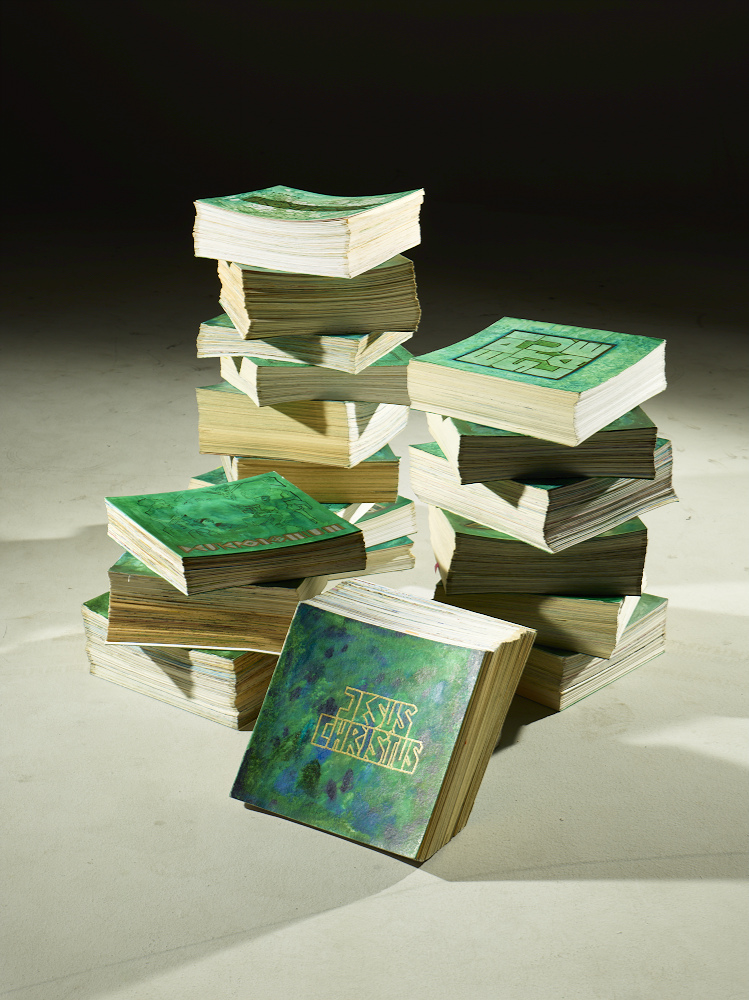
La Biblia Wiedmann (original)

A Willy Wiedmann se le ocurrió la idea de pasar los versículos de la Biblia a imágenes en 1984, durante su encargo de pintar la Iglesia de San Pablo en Stuttgart-Zuffenhausen. Él quería simplificar la Biblia y acercarla a las personas. En julio de 2000, terminó su obra. Debido a que la tecnología no estaba lista en aquel momento, Wiedmann no pudo publicar el leporello y guardó los libros en cuatro cajas en el ático de su galería. Solo tras la muerte del artista fueron redescubiertos por su hijo Martin Wiedmann. Él mandó digitalizar todas las imágenes. 
El artista de la luz suizo Gerry Hofstetter ha utilizado imágenes de la Biblia de Wiedmann, entre otras, en sus actuaciones en el Grossmünster de Zúrich (Suiza) y en el US Light Art Grand Tour. 
El original solo ha sido expuesto dos veces desde su descubrimiento en 2013: en 2015 en el Día de la Iglesia Evangélica Alemana en Stuttgart y en 2016 en el Museo Weygag en Öhringen. El paradero actual es desconocido. 
El 7 de mayo de 2017, la obra se desplegó por primera vez al completo en forma de facsímil con una longitud de 1517 metros y fue presentada al público. La ocasión fue la celebración del aniversario de la Reforma en Magdeburgo. Al mismo tiempo, se hizo un intento de récord mundial. Desde diciembre de 2017, la Biblia de Wiedmann figura en el Libro Guinness de los Récords como el leporello más grande del mundo, con un área de 645.2 m².

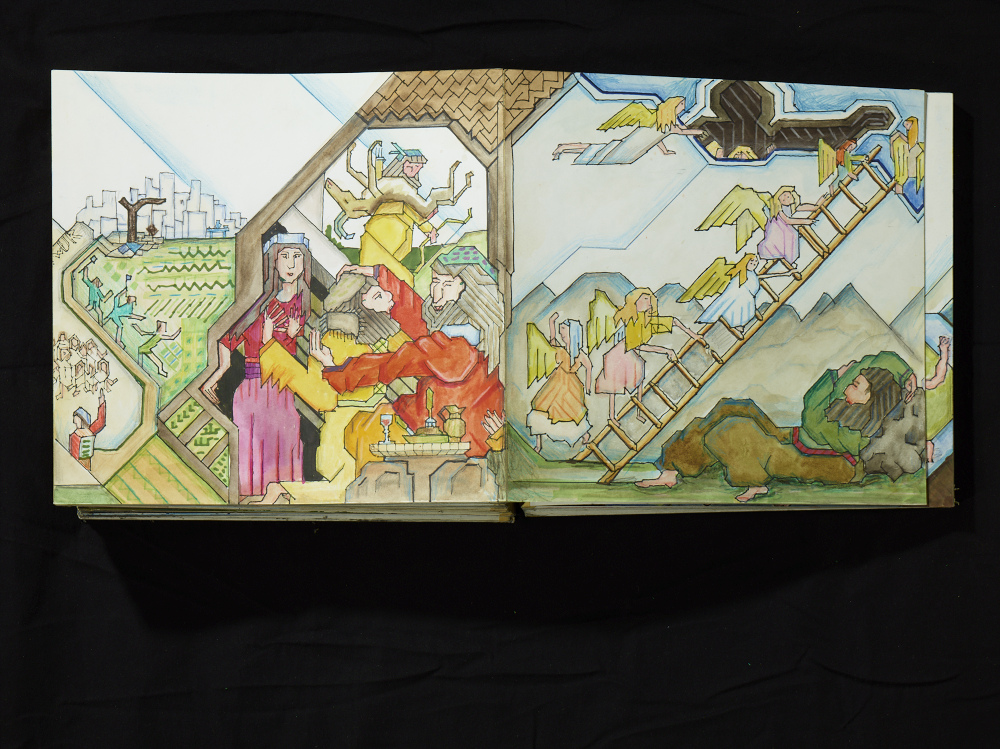
Gen 28 – la Escalera de Jacob
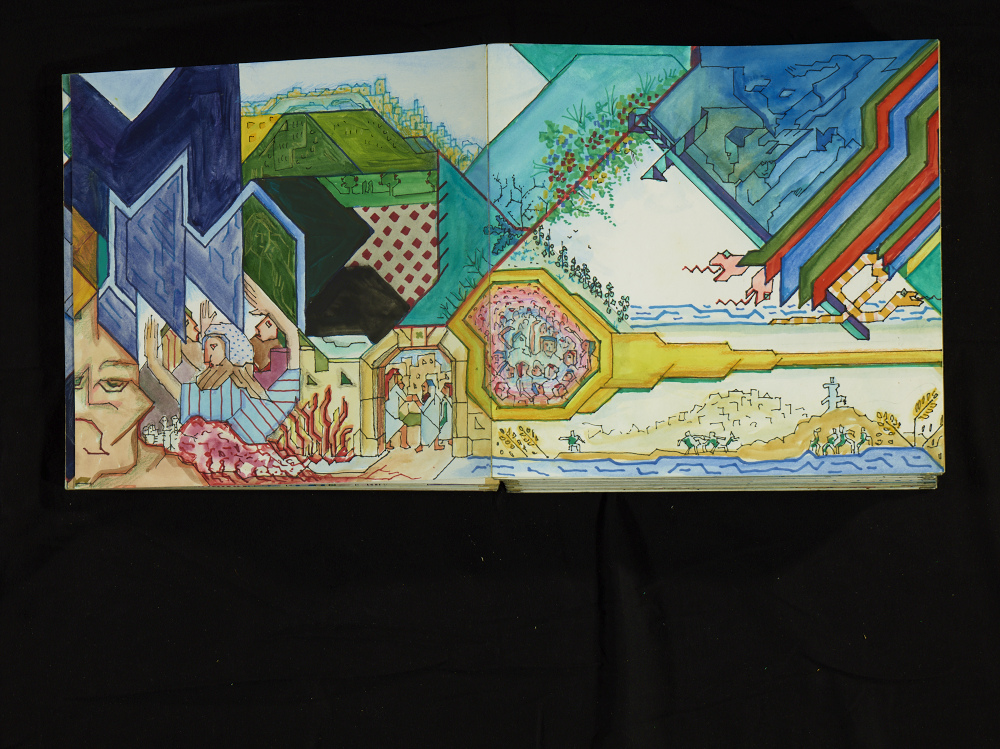
26-27 – Canción de Alabanza
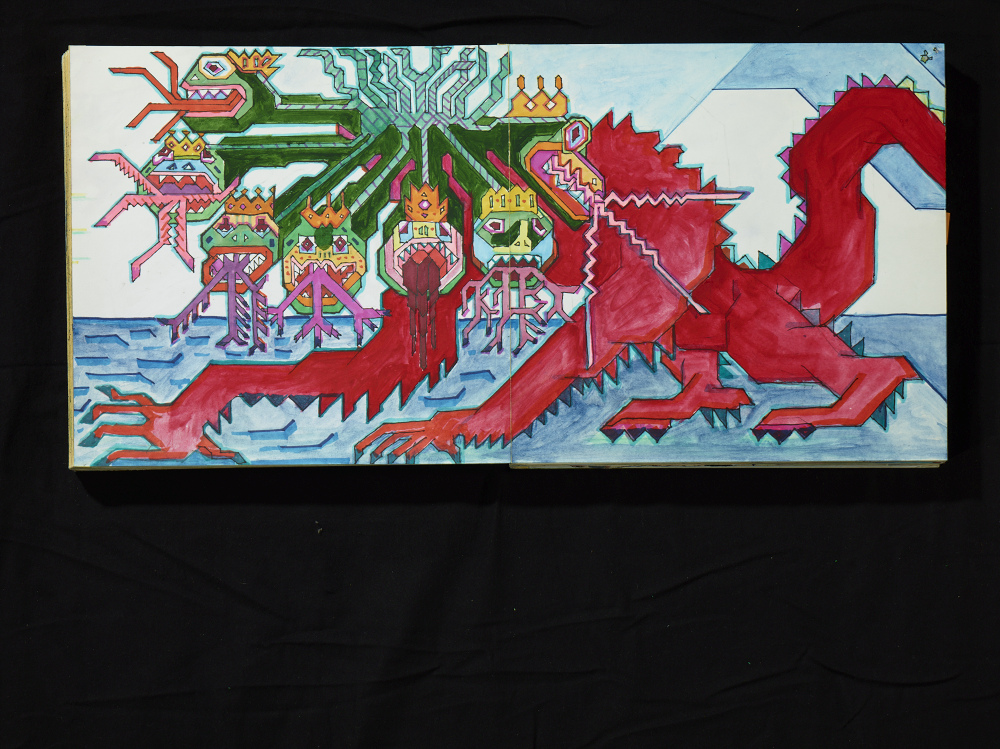
Rev 12:3 – Siete cabezas de la Bestia

La Biblia de Wiedmann ha sido publicada como libro en una versión artística de edición limitada en colaboración con la Sociedad Bíblica Alemana (Deutschen Bibelgesellschaft) por primera vez en febrero de 2018. La edición artística se complementa con versículos de la versión revisada de la Biblia de Lutero 2017. El diseño fue concebido por el fotógrafo y diseñador de fotos Manfred Rieker. La edición está limitada a 3.333 copias.